# Martín Maldonado
Martín Benjamín Maldonado Valdés (* 16. August 1986 in Naguabo, Puerto Rico) ist ein aus Puerto Rico stammender US-amerikanischer Baseballspieler in der Major League Baseball. Sein erstes Spiel bestritt er für die Milwaukee Brewers am 3. September 2011, im Winter 2016 wurde er zu den Los Angeles Angels getradet. Die Saison 2017 verlief äußerst erfolgreich, er spielte 138 Spiele (355 in den sechs Jahren zuvor) und wurde mit dem Golden Glove Award ausgezeichnet.